# Heterobathmia pseuderiocrania
Heterobathmia pseuderiocrania (лат.) — вид чешуекрылых насекомых (молей) из семейства Heterobathmiidae.

## История изучения
Вид был впервые описан Нильсом Педером Кристенсеном (Niels Peder Kristensen) и Эббе Нильсеном в 1979 году.

## Описание
Ротовой аппарат примитивен и хорошо приспособлен для сбора и измельчения пыльцы видов растений из рода Nothofagus. Пятисоставные верхнечелюстные щупики имеют специализированные структуры, позволяющие собирать пыльцу.

## Распространение
Обитают в умеренном поясе Южной Америки, в том числе в Аргентине.